# FC Breitenrain
FC Breitenrain is een sportvereniging uit de Zwitserse hoofdstad Bern. De club werd in 1994 opgericht na een fusie. De thuishaven van de club is Spitalacker, in de volksmond ook wel  Spitz genoemd. De club speelt vanaf het seizoen 2012 in de Promotion League, de derde klasse in het Zwitserse voetbal.

## Geschiedenis
FC Viktoria en FC Kickers werden in respectievelijk 1914 en 1920 opgericht. Zij kregen al snel een andere naam, omdat er al voetbalclubs bestonden met deze namen. Eerstgenoemde club werd FC Minerva en laatstgenoemde werd omgedoopt tot FC Zähringia.
Beide clubs werkten in 1925 al nauw samen. Pas in 1994 kwam het tot een fusie van beide verenigingen. Hierdoor werd FC Breitenrain een feit. Het logo is een combinatie van de twee voorgangers. Sindsdien ging het omhoog met de club, in 2012 werd de hoogste amateurklasse bereikt.
De reguliere competitie van het seizoen 2021/22 werd afgesloten met een eerste plaats, maar het trok de licentie-aanvraag voor de Challenge League terug vanuit financiële redenen. Eerder werd al bekend dat Spitalacker niet geschikt was voor wedstrijden in het profvoetbal.

## Eindklasseringen
- 2000 5e
4. Liga
- 2001 1e
3. Liga
- 2002 8e
2. Liga
- 2003 3e
2. Liga
- 2004 3e
2. Liga
- 2005 1e
2. Liga
- 2006 9e
2. Liga Interregional
- 2007 8e
2. Liga Interregional
- 2008 2e
2. Liga Interregional
- 2009 1e
2. Liga Interregional
- 2010 8e
1. Liga
- 2011 3e
1. Liga
- 2012 3e
1. Liga
- 2013 11e
Promotion League
- 2014 12e
Promotion League
- 2015 3e
Promotion League
- 2016 8e
Promotion League
- 2017 6e
Promotion League
- 2018 9e
Promotion League
- 2019 10e
Promotion League
- 2020 9e
Promotion League
- 2021 11e
Promotion League
- 2022 2e
Promotion League
- 2023 8e
Promotion League

- Niveau 3
- Niveau 4
- Niveau 5
- Niveau 6

| Seizoen   | №  | Clubs | Divisie          | Duels | Winst | Gelijk | Verlies | Doelsaldo | Punten | Tsch |
| --------- | -- | ----- | ---------------- | ----- | ----- | ------ | ------- | --------- | ------ | ---- |
| 2012–2013 | 11 | 16    | Promotion League | 30    | 8     | 9      | 13      | 40–63     | 33     | 321  |
| 2013–2014 | 12 | 16    | Promotion League | 28    | 9     | 7      | 12      | 41–40     | 34     | 294  |
| 2014–2015 | 3  | 16    | Promotion League | 30    | 13    | 10     | 7       | 50–40     | 49     | 406  |
| 2015–2016 | 8  | 16    | Promotion League | 30    | 9     | 12     | 9       | 48–49     | 39     | 409  |
| 2016–2017 | 6  | 16    | Promotion League | 30    | 13    | 6      | 11      | 44–47     | 45     | 325  |
| 2017–2018 | 9  | 16    | Promotion League | 30    | 11    | 6      | 13      | 56–61     | 39     | 330  |
| 2018–2019 | 10 | 16    | Promotion League | 30    | 11    | 5      | 14      | 44–54     | 38     | 318  |
| 2019–2020 | 9  | 16    | Promotion League | 16    | 6     | 3      | 7       | 29–30     | 21     | 260  |